# Lim Su-jeong (Taekwondoin)
Lim Su-jeong (koreanisch 임수정; * 20. August 1986) ist eine südkoreanische Taekwondoin. Im Federgewicht wurde sie 2008 Olympiasiegerin und 2009 Weltmeisterin.
Lim bestritt ihre ersten internationalen Titelkämpfe bei Juniorenasienmeisterschaften, 2001 in Hua Chang gewann sie in der Klasse bis 49 Kilogramm, 2003 in Ho-Chi-Minh-Stadt in der Klasse bis 55 Kilogramm den Titel. Bei den Asienspielen 2002 in Busan gewann sie völlig überraschend in der Klasse bis 51 Kilogramm die Goldmedaille und errang mit 16 Jahren ihren ersten internationalen Erfolg im Erwachsenenbereich. In den folgenden Jahren blieben weitere Erfolge zunächst aus, erst mit Gold bei der Universiade 2007 in Bangkok fand Lim in die Erfolgsspur zurück. Sie qualifizierte sich für die Olympischen Spiele 2008 in Peking. Im Federgewicht bis 57 Kilogramm konnte sie nach zwei Auftaktsiegen im Halbfinale Veronica Calabrese souverän bezwingen und ins Finale einziehen. Dort gewann sie knapp gegen Azize Tanrıkulu, den entscheidenden Punkt erzielte sie erst 20 Sekunden vor Kampfende, und errang mit der Goldmedaille den sportlich größten Erfolg ihrer Karriere.
Ihre erste Weltmeisterschaft 2009 in Kopenhagen lief für Lim ebenfalls erfolgreich. Sie erreichte in der Klasse bis 62 Kilogramm das Finale, wo sie Zhang Hua besiegte und ihren ersten WM-Titel gewann. Zwei Jahre später gewann sie bei der Weltmeisterschaft in Gyeongju mit Bronze erneut eine Medaille. Im Halbfinale der Klasse bis 57 Kilogramm unterlag sie der späteren Siegerin Hou Yuzhuo.